# کیوایدن (مینیاپولیس)
کیوایدن (به انگلیسی: Keewaydin) یک منطقهٔ مسکونی در ایالات متحده آمریکا است که در مینیاپولیس واقع شده‌است. کیوایدن ۳٬۰۹۶ نفر جمعیت دارد.